# Badminton la Jocurile Olimpice de vară din 2020 - dublu mixt
Proba de badminton dublu mixt de la Jocurile Olimpice de vară din 2020 de la Tokyo a avut loc în perioada 24-30 iulie 2021. Aceasta s-a desfășurat la Musashino Forest Sports Plaza, unde au concurat 16 perechi din 15 de țări.

## Formatul competiției
Proba dublu mixt s-a desfășurat în 2 faze: faza grupelor și faza eliminatorie. Pentru faza grupelor, perechile au fost împărțite în 4 grupe de câte 4 perechi fiecare. Fiecare grupă s-a jucat după sistemul fiecare cu fiecare. Primele două perechi din fiecare grupă a avansat în faza eliminatorie. Faza eliminatorie a fost un turneu de eliminare desfășurat în trei etape, cu un meci pentru medalia de bronz.
Meciurile s-au jucat după sistemul cel mai bun din trei seturi. Fiecare set s-a jucat până când un jucător a ajuns la 21 de puncte, dar să existe o diferență de 2 puncte, cu excepția cazului în care scorul a ajuns la 30-29.

## Rezultate

### Faza grupelor

#### Grupa A
| Loc | Echipă                                    | MJ | MC | MP | SC | SP | DS | PC  | PP  | DP  | DS | Calificare                         |
| --- | ----------------------------------------- | -- | -- | -- | -- | -- | -- | --- | --- | --- | -- | ---------------------------------- |
| 1   | Zheng Siwei (CHN) Huang Yaqiong (CHN)     | 3  | 3  | 0  | 6  | 0  | +6 | 127 | 81  | +46 | 3  | Calificare în sferturile de finală |
| 2   | Seo Seung-jae (KOR) Chae Yoo-jung (KOR)   | 3  | 2  | 1  | 4  | 3  | +1 | 131 | 99  | +32 | 2  | Calificare în sferturile de finală |
| 3   | Robin Tabeling (NED) Selena Piek (NED)    | 3  | 1  | 2  | 3  | 4  | -1 | 124 | 114 | +10 | 1  |                                    |
| 4   | Adham Hatem Elgamal (EGY) Doha Hany (EGY) | 3  | 0  | 3  | 0  | 6  | -6 | 38  | 126 | -88 | 0  |                                    |

| Dată     | Oră   | Echipa 1                    | Scor                                              | Echipa 2                      | Set 1 | Set 2 | Set 3 |
| -------- | ----- | --------------------------- | ------------------------------------------------- | ----------------------------- | ----- | ----- | ----- |
| 24 iulie | 10:20 | Zheng Siwei Huang Yaqiong   | 2–0 Arhivat în 24 iulie 2021, la Wayback Machine. | Adham Hatem Elgamal Doha Hany | 21–5  | 21–10 |       |
| 24 iulie | 10:20 | Seo Seung-jae Chae Yoo-jung | 2–1 Arhivat în 24 iulie 2021, la Wayback Machine. | Robin Tabeling Selena Piek    | 16–21 | 21–15 | 21–11 |
| 25 iulie | 14:00 | Zheng Siwei Huang Yaqiong   | 2–0 Arhivat în 25 iulie 2021, la Wayback Machine. | Robin Tabeling Selena Piek    | 21–15 | 22–20 |       |
| 25 iulie | 18:00 | Seo Seung-jae Chae Yoo-jung | 2–0 Arhivat în 24 iulie 2021, la Wayback Machine. | Adham Hatem Elgamal Doha Hany | 21–7  | 21–3  |       |
| 26 iulie | 10:40 | Robin Tabeling Selena Piek  | 2–0 Arhivat în 26 iulie 2021, la Wayback Machine. | Adham Hatem Elgamal Doha Hany | 21–9  | 21–4  |       |
| 26 iulie | 12:40 | Zheng Siwei Huang Yaqiong   | 2–0 Arhivat în 26 iulie 2021, la Wayback Machine. | Seo Seung-jae Chae Yoo-jung   | 21–14 | 21–17 |       |

#### Grupa B
| Loc | Echipă                                                     | MJ | MC | MP | SC | SP | DS | PC  | PP  | DP  | DS | Calificare                         |
| --- | ---------------------------------------------------------- | -- | -- | -- | -- | -- | -- | --- | --- | --- | -- | ---------------------------------- |
| 1   | Marcus Ellis (GBR) Lauren Smith (GBR)                      | 3  | 3  | 0  | 6  | 0  | +6 | 126 | 98  | +28 | 3  | Calificare în sferturile de finală |
| 2   | Dechapol Puavaranukroh (THA) Sapsiree Taerattanachai (THA) | 3  | 2  | 1  | 4  | 2  | +2 | 115 | 85  | +30 | 2  | Calificare în sferturile de finală |
| 3   | Thom Gicquel (FRA) Delphine Delrue (FRA)                   | 3  | 1  | 2  | 2  | 4  | -2 | 101 | 109 | -8  | 1  |                                    |
| 4   | Joshua Hurlburt-Yu (CAN) Josephine Wu (CAN)                | 3  | 0  | 3  | 0  | 6  | -6 | 76  | 126 | -50 | 0  |                                    |

| Dată     | Oră   | Echipa 1                                       | Scor                                              | Echipa 2                        | Set 1 | Set 2 | Set 3 |
| -------- | ----- | ---------------------------------------------- | ------------------------------------------------- | ------------------------------- | ----- | ----- | ----- |
| 24 iulie | 09:40 | Marcus Ellis Lauren Smith                      | 2–0 Arhivat în 24 iulie 2021, la Wayback Machine. | Thom Gicquel Delphine Delrue    | 21–18 | 21–17 |       |
| 24 iulie | 18:40 | Dechapol Puavaranukroh Sapsiree Taerattanachai | 2–0 Arhivat în 25 iulie 2021, la Wayback Machine. | Joshua Hurlburt-Yu Josephine Wu | 21–13 | 21–6  |       |
| 25 iulie | 12:00 | Dechapol Puavaranukroh Sapsiree Taerattanachai | 2–0 Arhivat în 28 iulie 2021, la Wayback Machine. | Thom Gicquel Delphine Delrue    | 21–9  | 21–15 |       |
| 25 iulie | 19:20 | Marcus Ellis Lauren Smith                      | 2–0 Arhivat în 28 iulie 2021, la Wayback Machine. | Joshua Hurlburt-Yu Josephine Wu | 21–13 | 21–19 |       |
| 26 iulie | 12:00 | Dechapol Puavaranukroh Sapsiree Taerattanachai | 0–2 Arhivat în 26 iulie 2021, la Wayback Machine. | Marcus Ellis Lauren Smith       | 17–21 | 19–21 |       |
| 26 iulie | 13:20 | Thom Gicquel Delphine Delrue                   | 2–0 Arhivat în 26 iulie 2021, la Wayback Machine. | Joshua Hurlburt-Yu Josephine Wu | 21–12 | 21–13 |       |

#### Grupa C
| Loc | Echipă                                             | MJ | MC | MP | SC | SP | DS | PC  | PP  | DP  | DS | Calificare                         |
| --- | -------------------------------------------------- | -- | -- | -- | -- | -- | -- | --- | --- | --- | -- | ---------------------------------- |
| 1   | Yuta Watanabe (JPN) Arisa Higashino (JPN)          | 3  | 3  | 0  | 6  | 1  | +5 | 146 | 93  | +53 | 3  | Calificare în sferturile de finală |
| 2   | Praveen Jordan (INA) Melati Daeva Oktavianti (INA) | 3  | 2  | 1  | 4  | 3  | +1 | 130 | 135 | -5  | 2  | Calificare în sferturile de finală |
| 3   | Mathias Christiansen (DEN) Alexandra Bøje (DEN)    | 3  | 1  | 2  | 3  | 4  | -1 | 131 | 127 | +4  | 1  |                                    |
| 4   | Simon Leung (AUS) Gronya Somerville (AUS)          | 3  | 0  | 3  | 1  | 6  | -5 | 94  | 146 | -52 | 0  |                                    |

| Dată     | Oră   | Echipa 1                               | Scor                                              | Echipa 2                            | Set 1 | Set 2 | Set 3 |
| -------- | ----- | -------------------------------------- | ------------------------------------------------- | ----------------------------------- | ----- | ----- | ----- |
| 24 iulie | 09:00 | Yuta Watanabe Arisa Higashino          | 2–1 Arhivat în 25 iulie 2021, la Wayback Machine. | Mathias Christiansen Alexandra Bøje | 20–22 | 21–11 | 21–15 |
| 24 iulie | 11:40 | Praveen Jordan Melati Daeva Oktavianti | 2–1 Arhivat în 25 iulie 2021, la Wayback Machine. | Simon Leung Gronya Somerville       | 20–22 | 21–17 | 21–13 |
| 25 iulie | 13:20 | Praveen Jordan Melati Daeva Oktavianti | 2–0 Arhivat în 25 iulie 2021, la Wayback Machine. | Mathias Christiansen Alexandra Bøje | 24–22 | 21–19 |       |
| 25 iulie | 18:40 | Yuta Watanabe Arisa Higashino          | 2–0 Arhivat în 24 iulie 2021, la Wayback Machine. | Simon Leung Gronya Somerville       | 21–7  | 21–15 |       |
| 26 iulie | 10:40 | Praveen Jordan Melati Daeva Oktavianti | 0–2 Arhivat în 26 iulie 2021, la Wayback Machine. | Yuta Watanabe Arisa Higashino       | 13–21 | 10–21 |       |
| 26 iulie | 13:20 | Mathias Christiansen Alexandra Bøje    | 2–0 Arhivat în 26 iulie 2021, la Wayback Machine. | Simon Leung Gronya Somerville       | 21–6  | 21–14 |       |

#### Grupa D
| Loc | Echipă                                    | MJ | MC | MP | SC | SP | DS | PC  | PP  | DP  | DS | Calificare                         |
| --- | ----------------------------------------- | -- | -- | -- | -- | -- | -- | --- | --- | --- | -- | ---------------------------------- |
| 1   | Wang Yilyu (CHN) Huang Dongping (CHN)     | 3  | 3  | 0  | 6  | 0  | +6 | 129 | 101 | +28 | 3  | Calificare în sferturile de finală |
| 2   | Tang Chun Man (HKG) Tse Ying Suet (HKG)   | 3  | 2  | 1  | 4  | 4  | 0  | 145 | 155 | -10 | 2  | Calificare în sferturile de finală |
| 3   | Mark Lamsfuß (GER) Isabel Herttrich (GER) | 3  | 1  | 2  | 3  | 4  | -1 | 139 | 135 | +4  | 1  |                                    |
| 4   | Chan Peng Soon (MAS) Goh Liu Ying (MAS)   | 3  | 0  | 3  | 1  | 6  | -5 | 114 | 136 | -22 | 0  |                                    |

| Dată     | Oră   | Echipa 1                    | Scor                                              | Echipa 2                      | Set 1 | Set 2 | Set 3 |
| -------- | ----- | --------------------------- | ------------------------------------------------- | ----------------------------- | ----- | ----- | ----- |
| 24 iulie | 12:20 | Wang Yilyu Huang Dongping   | 2–0 Arhivat în 25 iulie 2021, la Wayback Machine. | Mark Lamsfuß Isabel Herttrich | 24–22 | 21–17 |       |
| 24 iulie | 19:20 | Chan Peng Soon Goh Liu Ying | 1–2 Arhivat în 26 iulie 2021, la Wayback Machine. | Tang Chun Man Tse Ying Suet   | 18–21 | 21–10 | 16–21 |
| 25 iulie | 11:20 | Chan Peng Soon Goh Liu Ying | 0–2 Arhivat în 25 iulie 2021, la Wayback Machine. | Mark Lamsfuß Isabel Herttrich | 12–21 | 15–21 |       |
| 25 iulie | 12:00 | Wang Yilyu Huang Dongping   | 2–0 Arhivat în 25 iulie 2021, la Wayback Machine. | Tang Chun Man Tse Ying Suet   | 21–12 | 21–18 |       |
| 26 iulie | 12:00 | Tang Chun Man Tse Ying Suet | 2–1 Arhivat în 26 iulie 2021, la Wayback Machine. | Mark Lamsfuß Isabel Herttrich | 22–20 | 20–22 | 21–16 |
| 26 iulie | 18:40 | Wang Yilyu Huang Dongping   | 2–0 Arhivat în 26 iulie 2021, la Wayback Machine. | Chan Peng Soon Goh Liu Ying   | 21–13 | 21–19 |       |

### Faza eliminatorie
Sursa:
|  | Sferturi de finală | Sferturi de finală                                         | Sferturi de finală | Sferturi de finală | Sferturi de finală |  |  | Semifinale | Semifinale                                | Semifinale | Semifinale                            | Semifinale |    |    | Finala      | Finala                                    | Finala      | Finala      | Finala      |  |
|  |                    |                                                            |                    |                    |                    |  |  |            |                                           |            |                                       |            |    |    |             |                                           |             |             |             |  |
|  | A1                 | Zheng Siwei (CHN) Huang Yaqiong (CHN)                      | 21                 | 21                 |                    |  |  |            |                                           |            |                                       |            |    |    |             |                                           |             |             |             |  |
|  | C2                 | Praveen Jordan (INA) Melati Daeva Oktavianti (INA)         | 17                 | 15                 |                    |  |  | A1         | Zheng Siwei (CHN) Huang Yaqiong (CHN)     | 21         | 21                                    |            |    |    |             |                                           |             |             |             |  |
|  | B1                 | Marcus Ellis (GBR) Lauren Smith (GBR)                      | 13                 | 18                 |                    |  |  | D2         | Tang Chun Man (HKG) Tse Ying Suet (HKG)   | 16         | 12                                    |            |    |    |             |                                           |             |             |             |  |
|  | D2                 | Tang Chun Man (HKG) Tse Ying Suet (HKG)                    | 21                 | 21                 |                    |  |  |            |                                           |            |                                       |            |    |    | A1          | Zheng Siwei (CHN) Huang Yaqiong (CHN)     | 17          | 21          | 19          |  |
|  | C1                 | Yuta Watanabe (JPN) Arisa Higashino (JPN)                  | 15                 | 21                 | 21                 |  |  |            |                                           | D1         | Wang Yilyu (CHN) Huang Dongping (CHN) | 21         | 17 | 21 |             |                                           |             |             |             |  |
|  | B2                 | Dechapol Puavaranukroh (THA) Sapsiree Taerattanachai (THA) | 21                 | 16                 | 14                 |  |  | C1         | Yuta Watanabe (JPN) Arisa Higashino (JPN) | 23         | 15                                    | 14         |    |    |             |                                           |             |             |             |  |
|  | A2                 | Seo Seung-jae (KOR) Chae Yoo-jung (KOR)                    | 9                  | 16                 |                    |  |  | D1         | Wang Yilyu (CHN) Huang Dongping (CHN)     | 21         | 21                                    | 21         |    |    |             |                                           |             |             |             |  |
|  | D1                 | Wang Yilyu (CHN) Huang Dongping (CHN)                      | 21                 | 21                 |                    |  |  |            |                                           |            |                                       |            |    |    | Third place | Third place                               | Third place | Third place | Third place |  |
|  |                    |                                                            |                    |                    |                    |  |  |            |                                           |            |                                       |            |    |    |             |                                           |             |             |             |  |
|  |                    |                                                            |                    |                    |                    |  |  |            |                                           |            |                                       |            |    |    | D2          | Tang Chun Man (HKG) Tse Ying Suet (HKG)   | 17          | 21          |             |  |
|  |                    |                                                            |                    |                    |                    |  |  |            |                                           |            |                                       |            |    |    | C1          | Yuta Watanabe (JPN) Arisa Higashino (JPN) | 21          | 23          |             |  |